# NGC 4853
NGC 4853 est une galaxie lenticulaire située dans la constellation de la Chevelure de Bérénice. Sa vitesse par rapport au fond diffus cosmologique est de 7 958 ± 19 km/s, ce qui correspond à une distance de Hubble de 117,4 ± 8,2 Mpc (∼383 millions d'al). NGC 4853 a été découverte par l'astronome britannique John Herschel en 1831.
NGC 4853 est une galaxie active de type Seyfert ?.
À ce jour, quatre mesures non basées sur le décalage vers le rouge (redshift) donnent une distance de 50,925 ± 12,775 Mpc (∼166 millions d'al), ce qui est loin à l'extérieur des valeurs de la distance de Hubble. Notons cependant que c'est avec la valeur moyenne des mesures indépendantes, lorsqu'elles existent, que la base de données NASA/IPAC calcule le diamètre d'une galaxie et qu'en conséquence le diamètre de NGC 4853 pourrait être d'environ 32,9 kpc (∼107 000 al) si on utilisait la distance de Hubble pour le calculer.

## Groupe de NGC 4889
NGC 4853 fait partie du groupe de NGC 4889, la galaxie la plus brillante de ce groupe. Ce groupe de galaxies compte au moins 18 membres. Les autres galaxies du groupe sont NGC 4789, NGC 4807, NGC 4816, NGC 4819, NGC 4827, NGC 4839, NGC 4841, NGC 4848, NGC 4874, NGC 4889, NGC 4895, NGC 4911, NGC 4926, NGC 4944, NGC 4966, NGC 4841A et UGC 8017 (noté 1250+2839 dans l'article de Mahtessian pour CGCG 1250.4+2839).
La désignation DRCG 27-43 est utilisée par Wolfgang Steinicke pour indiquer que cette galaxie figure au catalogue des amas galactiques d'Alan Dressler. Les nombres 27 et 43 indiquent respectivement que c'est le 27e amas de la liste, soit Abell 1656 (l'amas de la Chevelure de Bérénice), et la 43e galaxie de cette liste. Cette même galaxie est aussi désignée par ABELL 1656:[D80] 43 par la base de données NASA/IPAC, ce qui est équivalent. Dressler indique que NGC 4853 est une galaxie lenticulaire de type S0.